# Ah! Che maschietta!
Ah! Che maschietta! (Tillie the Toiler) è un film muto del 1927 diretto da Hobart Henley. Il soggetto si ispira alle avventure create da Russ Westover per Tillie the Toiler, fumetto sotto copyright (dal gennaio 1921 al marzo 1959) della King Features Syndicate Inc., fumetto che, inizialmente, venne chiamato Rose of the Office.
Il film fu rifatto nel 1941 col titolo Tillie the Toiler, diretto da Sidney Salkow. Protagonista del film, nei panni di Tillie Tompkins, era l'attrice Kay Harris.

## Trama
Tillie Jones, stenografa bellissima ma un po' tonta, ha una relazione con il suo capo, mister Whipple. Stanca di lui e del suo lavoro, vuole prendere al laccio, pur senza amarlo, Pennington Fish, un milionario, e decide di sposarlo per il bene di sua madre anche se lei, in realtà, è innamorata di Mac, un semplice impiegato che lei snobba perché troppo poco ambizioso. All'ultimo momento, però, Tillie cambia idea e lascia perdere Pennington per Mac. Questi, stufo del suo lavoro di sottoposto, si rivolta. La sua ribellione ha successo e viene promosso direttore generale della compagnia al posto di mister Whipple.

## Produzione
Il film fu prodotto dalla Cosmopolitan Productions per la Metro-Goldwyn-Mayer (MGM)

## Distribuzione
Il copyright del film, richiesto dalla Metro-Goldwyn-Mayer Distributing Corp., fu registrato il 23 maggio 1927 con il numero LP24004.

Distribuito dalla Metro-Goldwyn-Mayer (MGM), il film uscì nelle sale cinematografiche statunitensi il 5 giugno 1927.
Tillie the Toiler fu segnalato come uno dei venticinque film di maggiore incasso del 1927.

### Conservazione
Copia completa della pellicola viene conservata negli archivi della Metro-Goldwyn-Mayer/United Artists e in quelli del George Eastman House di Rochester.